# دائرة شؤون المفاوضات (منظمة التحرير الفلسطينية)
أنشئت إدارة شؤون المفاوضات التابعة لمنظمة التحرير الفلسطينية في عام 1994 في غزة لمتابعة تنفيذ الاتفاق المؤقت الموقع بين إسرائيل ومنظمة التحرير الفلسطينية. حتى منتصف عام 2003 ترأس حزب العدالة والتنمية الرئيس محمود عباس (أبو مازن) ثم الأمين العام للجنة التنفيذية لمنظمة التحرير الفلسطينية. بعد أن تم اختيار الرئيس عباس من قبل المجلس التشريعي الفلسطيني في أبريل 2003 ليصبح أول رئيس وزراء فلسطيني عين الدكتور صائب عريقات الوزير السابق للحكم المحلي وكبير المفاوضين الفلسطينيين رئيسا لمنظمة التحرير الوطنية.
للمركز مقران أحدهما في غزة والثاني في رام الله. يتألف مكتب مكافحة الإرهاب في غزة من وحدات مسؤولة عن الشؤون الإسرائيلية وانتهاكات إسرائيل للاتفاقات الموقعة واستعمار إسرائيل (سياسات الاستيطان غير القانونية) واللاجئين الفلسطينيين. يتولى مكتب رام الله مسؤولية متابعة الاتفاقات المؤقتة وإعداد المواقف الفلسطينية لمحادثات الوضع الدائم مع إسرائيل. وعليه فإن المكتب ينظم إلى ست وحدات هي: الشؤون الإسرائيلية والبحوث والمعلومات والاتفاق المؤقت والوضع الدائم والعلاقات العامة والإدارة والمالية.

## مشروع دعم المفاوضات
في أواخر عام 1998 توجهت إدارة شؤون المفاوضات إلى حكومة المملكة المتحدة التماسا للمساعدة التقنية في أعمالها التحضيرية لمحادثات الوضع الدائم. بناء على ذلك وافقت إدارة التنمية الدولية في المملكة المتحدة على دعم إنشاء مشروع دعم المفاوضات في رام الله. الغرض من مشروع دعم المفاوضات هو تقديم مشورة قانونية وسياسية واتصالات عالية المهنية إلى ناد والمفاوضين الفلسطينيين استعدادا لمفاوضات الحالة الدائمة مع إسرائيل وأثناءها. في أعقاب انهيار المفاوضات الرسمية في مطلع عام 2001 يتمثل الغرض الإضافي من المشروع في تشجيع استئناف مفاوضات الوضع الدائم بالإسهام في مجموعة متنوعة من المبادرات الدبلوماسية الرامية إلى إعادة الجانبين معا.
عقب إنشاء مشروع دعم المفاوضات وافقت حكومات الدانمرك وهولندا والنرويج والسويد أيضا على دعم المشروع. منذ ذلك الوقت قدمت هذه الحكومات الخمس تمويلا متواصلا للمشروع والتزمت بالقيام بذلك حتى اليوم.
لدى مشروع دعم المفاوضات إدارتان رئيسيتان هما: إدارة الشؤون القانونية والسياسات وإدارة الاتصالات.
لإدارة الشؤون القانونية والسياسات ثلاثة أهداف. الأول هو تعزيز وصقل مواقف المفاوضات الفلسطينية القائمة. الثاني هو تطوير مواقف جديدة لا توجد فيها سياسة من قبل. الثالث هو الإسهام في المبادرات المؤقتة التي يقصد بها إما أن تقود فلسطين وإسرائيل انطلاقا من الأزمة السياسية الراهنة واستئناف مفاوضات الوضع الدائم أو التقليل إلى أدنى حد من الأضرار التي تلحقها الإجراءات الإسرائيلية المستمرة باحتمال تحقيق نتيجة عادلة ومستدامة للمركز الدائم للمفاوضات. تقدم الإدارة المشورة بشأن قضايا الوضع الدائم (الأمن والمستوطنات والقدس واللاجئون والحدود والمياه) فضلا عن مسائل أخرى (العلاقات الاقتصادية والتعويض والزراعة والسياحة والصحة والنقل والطاقة والاتصالات السلكية واللاسلكية وعلم الآثار).
تهدف إدارة الاتصالات إلى شرح وزيادة الدعم للمواقف الفلسطينية بشأن قضايا الوضع الدائم والمبادرات المؤقتة وتعبئة منظمات المجتمع المدني المحلية والدولية للقيام بالدعوة نيابة عن تلك المواقف والتغلب على التصورات الخاطئة التي يراها الجمهور الإسرائيلي فيما يتعلق بالأهداف الفلسطينية والنوايا تجاه إسرائيل. في جوهرها تقوم الإدارة بنشر وتوضيح مواقف التفاوض الفلسطينية من أجل مواجهة الروايات البديلة المضللة والتوازن بينها، مما يهيئ مناخا يسمح بإجراء مفاوضات ويزيد من احتمالات تحقيق نتيجة عادلة ومستدامة. تحقق الإدارة أهدافها من خلال مجموعة من أنشطة الاتصالات مثل تقديم إحاطات للصحفيين الدوليين والبرلمانيين وممثلي المجتمع المدني وتيسير وصولهم إلى قيادة منظمة التحرير الفلسطينية وتقديم المشورة في مجال الاتصالات لتلك القيادة ونشر صحائف وقائع وخرائط ونشرات إخبارية عن مواضيع رئيسية والحفاظ على الموقع الإلكتروني والضغط على المجالس التحريرية للمنظمات الإعلامية الدولية لضمان تقديم تقارير دقيقة وبناء قائمة توزيع البريد الإلكتروني للمواد والاضطلاع بأنشطة التوعية في الولايات المتحدة وأوروبا وإسرائيل.